# Artur Grigoryan
Artur Razmikovich Grigoryan –en ruso, Артур Размикович Григорян– (Taskent, URSS, 20 de octubre de 1967) es un deportista uzbeko de origen armenio que compitió para la URSS en boxeo.
Ganó una medalla de plata en el Campeonato Mundial de Boxeo Aficionado de 1991, en el peso ligero.
En abril de 1994 disputó su primera pelea como profesional. En abril de 1996 conquistó el título internacional de la OMB, en la categoría de peso ligero. En su carrera profesional tuvo en total 39 combates, con un registro de 38 victorias y una derrota.

## Palmarés internacional
| Representando a la URSS |                    |                  |           |
| Campeonato Mundial      |                    |                  |           |
| Año                     | Lugar              | Medalla          | Categoría |
| 1991                    | Sídney (Australia) | Medalla de plata | 60 kg     |